# Чемпионат Северной, Центральной Америки и Карибского бассейна по волейболу среди женщин 1987
10-й чемпионат Северной, Центральной Америки и Карибского бассейна (NORCECA) по волейболу среди женщин прошёл с 12 по 19 июня 1987 года в Гаване (Куба) с участием 7 национальных сборных команд. Чемпионский титул в 6-й раз в своей истории и во второй раз подряд выиграла сборная Кубы.

## Команды-участницы
Американские Виргинские острова, Канада, Куба, Мексика, Никарагуа, Пуэрто-Рико, США.

## Система проведения чемпионата
7 команд-участниц провели однокруговой турнир, по результатам которого определена итоговая расстановка мест.

## Результаты
| М | Команда                         | 1   | 2   | 3   | 4   | 5   | 6   | 7   | И | В | П | С/П  | О  |
| - | ------------------------------- | --- | --- | --- | --- | --- | --- | --- | - | - | - | ---- | -- |
| 1 | Куба                            |     | 3:0 | 3:0 | 3:0 | 3:0 | 3:0 | 3:0 | 6 | 6 | 0 | 18:0 | 12 |
| 2 | США                             | 0:3 |     | 3:0 | 3:0 | 3:0 | 3:0 | 3:0 | 6 | 5 | 1 | 15:3 | 11 |
| 3 | Канада                          | 0:3 | 0:3 |     | 3:0 | 3:0 | 3:0 | 3:0 | 6 | 4 | 2 | 9:6  | 10 |
| 4 | Мексика                         | 0:3 | 0:3 | 0:3 |     | 3:0 | 3:0 | 3:0 | 6 | 3 | 3 | 9:9  | 9  |
| 5 | Пуэрто-Рико                     | 0:3 | 0:3 | 0:3 | 0:3 |     | 3:0 | 3:0 | 6 | 2 | 4 | 6:12 | 8  |
| 6 | Американские Виргинские острова | 0:3 | 0:3 | 0:3 | 0:3 | 0:3 |     | 3:2 | 6 | 1 | 5 | 3:17 | 7  |
| 7 | Никарагуа                       | 0:3 | 0:3 | 0:3 | 0:3 | 0:3 | 2:3 |     | 6 | 0 | 6 | 2:18 | 6  |

12 июня: Канада — Мексика 3:0 (15:1, 15:2, 15:5); Куба — Пуэрто-Рико 3:0.
13 июня: Канада — Американские Виргинские острова 3:0 (15:0, 15:0, 15:2); США — Пуэрто-Рико 3:0 (15:6, 15:3, 15:4); Куба — Мексика 3:0 (15:10, 15:1, 15:0).
14 июня: США — Американские Виргинские острова 3:0 (15:5, 15:0, 15:0); Канада — Пуэрто-Рико 3:0 (15:2, 15:1, 15:9); Куба — Никарагуа 3:0.
15 июня: Канада — Никарагуа 3:0 (15:1, 15:4, 15:0); Мексика — Американские Виргинские острова 3:0 (15:0, 15:2, 15:4).
16 июня: Пуэрто-Рико — Американские Виргинские острова 3:0 (15:6, 15:1, 15:5); США — Никарагуа 3:0 (15:1, 15:1, 15:0); Куба — Канада 3:0 (15:4, 15:5, 15:9).
17 июня: Пуэрто-Рико — Никарагуа 3:0 (15:5, 15:1, 15:1); США — Мексика 3:0 (15:9, 15:3, 15:7); Куба — Американские Виргинские острова 3:0 (15:0, 15:0, 15:0).
18 июня: Мексика — Пуэрто-Рико 3:0 (15:13, 15:5, 15:8); Американские Виргинские острова — Никарагуа 3:2 (8:15, 15:5, 6:15, 15:10, 15:10); Куба — США 3:0 (15:5, 15:4, 15:2).
19 июня: Мексика — Никарагуа 3:0 (15:1, 15:2, 15:3); США — Канада 3:0 (15:3, 15:1, 15:11).

## Итоги

### Положение команд
| Куба                               |
| США                                |
| Канада                             |
| 4. Мексика                         |
| 5. Пуэрто-Рико                     |
| 6. Американские Виргинские острова |
| 7. Никарагуа                       |